# 1701
1701 је била проста година.

## Догађаји

### Јул
- 9. јул — Битка код Карпија између аустријске и француске војске. Прва битка у Рату за шпанско наслеђе и аустријска победа.

### Септембар
- 1. септембар — Битка код Кјерија, део Рата за шпанско наслеђе. Победу су однеле аустријске снаге под командом Еугена Савајског.
- 7. септембар — Споразум у Хагу (1701)

## Рођења

### Август
- 5. новембар — Пјетро Фалка Лонги, италијански сликар.
- 27. новембар — Андерс Целзијус, шведски астроном.

## Смрти

### Мај
- 28. мај — Ан Турвил, француски адмирал и маршал